# 11. únor
11. únor je 42. den roku podle gregoriánského kalendáře. Do konce roku zbývá 323 dní (324 v přestupném roce). Svátek má Božena.

## Události

### Česko
- 1252 – Sňatek Přemysla Otakara II. s Markétou Babenberskou v Hainburku.
- 1893 – Císař František Josef I. podepsal zákon o pražské asanaci.
- 1929 – V Litvínovicích u Českých Budějovic byla naměřena nejnižší teplota na území Česka: −42,2 °C
- 1955 – První přímý televizní sportovní přenos v Československu ze štvanického zimního stadionu, kde hráli hokejisté Prahy se švédským klubem Leksand. Zápas komentoval Vít Holubec.
- 1970 – AZNP Mladá Boleslav expedovaly půlmiliontý exemplář typové řady Škoda 1000 MB a Škoda 100/110.
- 1987 – Český film režiséra Jiřího Menzela Vesničko, má středisková (1985) byl nominován na Oscara v kategorii Nejlepší cizojazyčný film v rámci 59. ročníku udílení cen americké Akademie filmového umění a věd za rok 1986.

### Svět
- 0660 př. n. l. – Dle tradice bylo císařem Jimmu Tenno založeno Japonsko.
- 1531 – Anglický král Jindřich VIII. Tudor byl jmenován nejvyšší hlavou anglikánské církve.[1]
- 1575 – Dánský král Frederik II. Dánský nabídl Tychonu Brahovi ostrov Hveen.
- 1790 – Kvakeři žádali Kongres o likvidaci otroctví.
- 1794 – Konalo se první zasedání Senátu Kongresu Spojených států amerických otevřené pro veřejnost.
- 1808 – Antracitové uhlí bylo poprvé experimentálně spáleno jako palivo.
- 1814 – Byla vyhlášena nezávislost Norska.
- 1826 – V Londýně byla založena University of London.
- 1928 – Ve Svatém Mořici byly zahájeny II. Zimní olympijské hry.
- 1929 – podpisem Lateránských smluv mezi Itálií a Svatým stolcem vznikl Městský stát Vatikán.[2]
- 1938 – Britská rozhlasová a televizní společnost BBC uvedla první vědeckofantastický televizní pořad – adaptaci části hry Karla Čapka R. U. R.
- 1941 – RAF podnikla nálet na Hannover.
- 1944 – Admirál Wilhelm Canaris byl odvolán z čela Abwehru.
- 1945 – Skončila jaltská konference.
- 1964 – Čínská republika (Tchaj-wan) přerušila diplomatické vztahy s Francií.
- 1971 – Byla podepsána Smlouva o mořském dně zakazující instalaci zbraně hromadného ničení na dně moří v mezinárodních vodách.
- 1973 – Vietnamská válka: Spojené státy provedly první vydání válečných zajatců z Vietnamu
- 1978 – Čínská lidová republika zavedla zákaz publikace prací Aristotela, Williama Shakespeara a Charlese Dickense.
- 1979 – Islámská revoluce v Íránu pod vedením ájatolláha Chomejního byla dovršena.
- 1987 – Na Filipínách vstoupilo v platnost konstituční uspořádání.
- 1990 – Bělošský rasistický režim v Jihoafrické republice propustil po 27 letech z vězení Nelsona Mandelu, vůdce Afrického národního kongresu.
- 1991 – Vznikla Organizace nezastoupených států a národů.
- 1994 – Papež Jan Pavel II. založil Papežskou akademii pro život.
- 2005 – Nejméně 60 lidí zahynulo po protržení přehrady v pákistánské provincii Balúčistán.
- 2011 – Po mohutných demonstracích odstoupil egyptský prezident Husní Mubarak. Moc dočasně předal Nejvyšší vojenské radě.

## Narození

### Česko

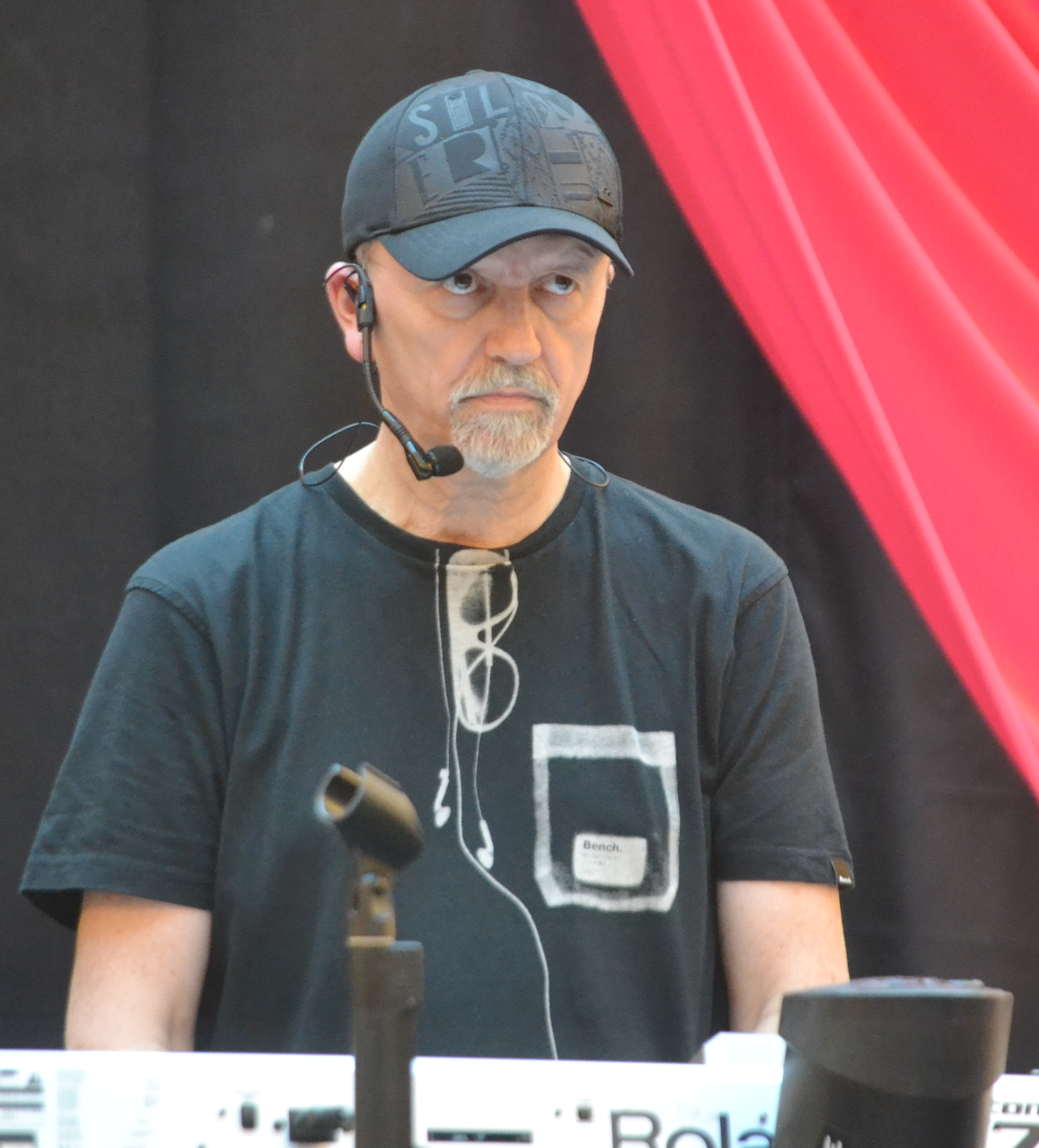
Jan Neckář (* 1949)

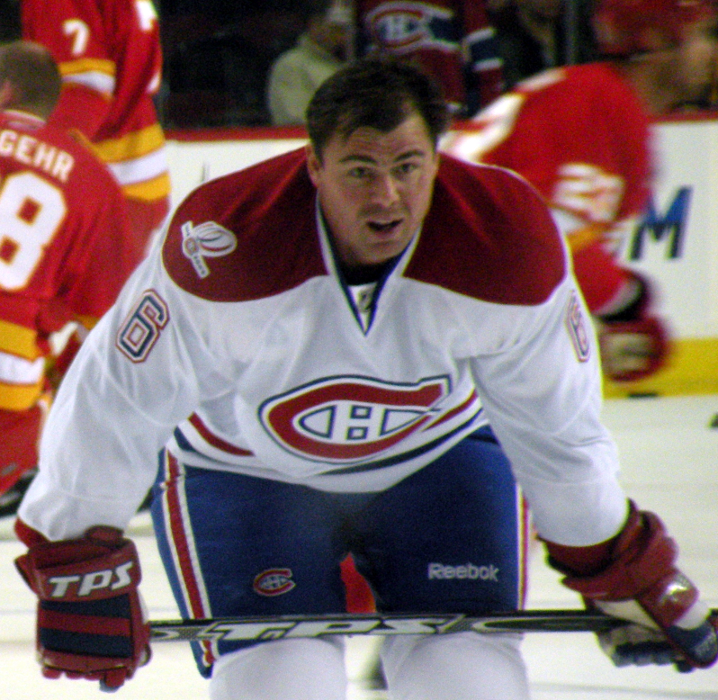
Jaroslav Špaček (* 1974)

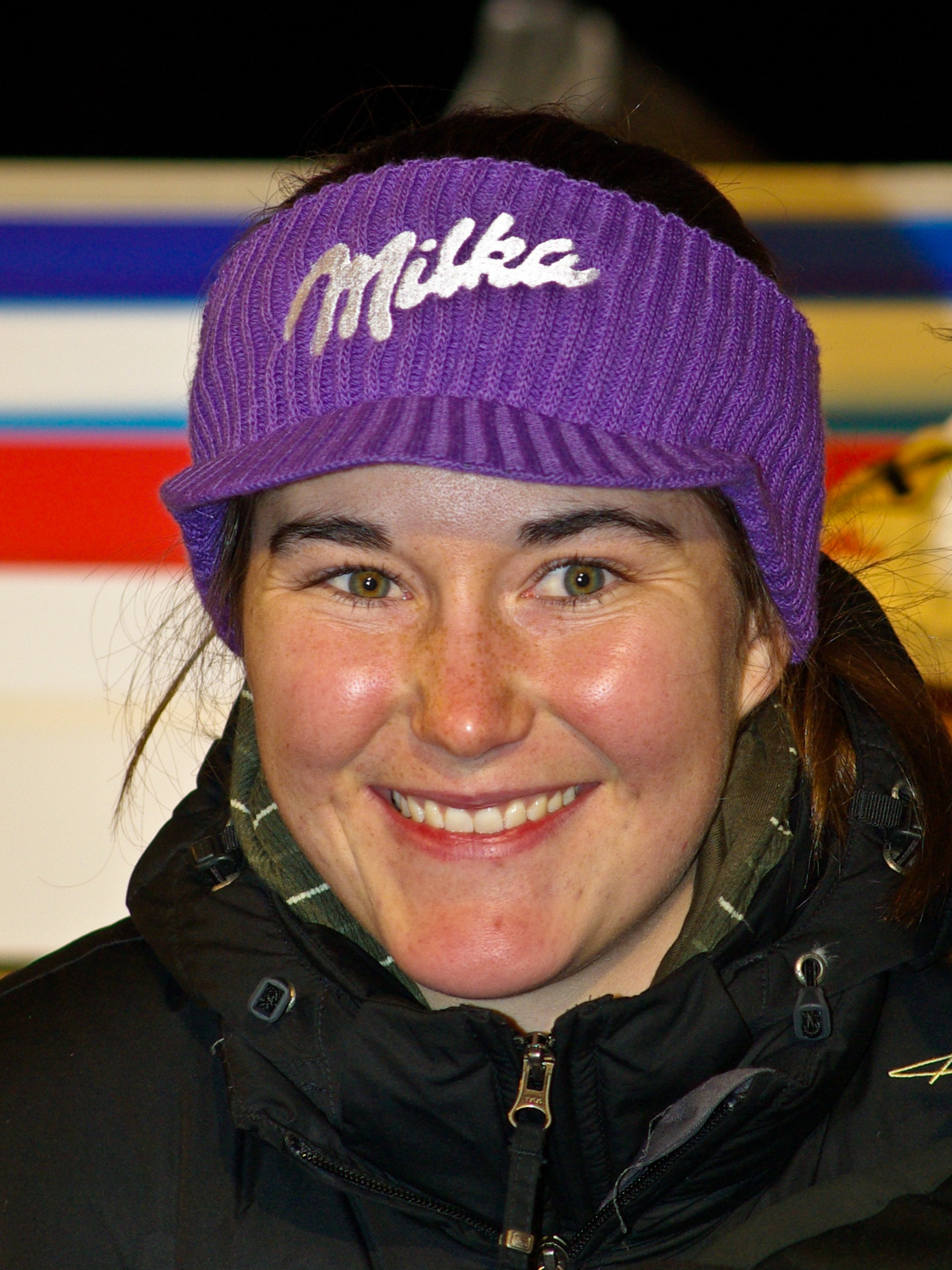
Šárka Strachová (* 1985)

- 1798 – Johann Schroth, přírodní léčitel, zakladatel lázní Lipová († 26. března 1856)
- 1834 – Gustav Walter, český operní pěvec († 31. ledna 1910)
- 1873 – Wilhelm Herlinger, československý politik německé národnosti († 16. března 1939)
- 1875 – Jan Slavíček, československý politik († ?)
- 1878 – Rudolf Vojtěch Špillar, malíř a popularizátor fotografie († 22. března 1949)
- 1884 – Valentin Skurský, československý politik, poslanec a starosta Znojma († ?)
- 1889
  - Jaroslav Brůha, sochař a medailér († 31. ledna 1969)
  - František Balátě, československý legionář, plukovník a stavební ředitel († 25. listopadu 1965)
  - Jindřich Bišický, český válečný fotograf († 31. října 1949)
- 1890 – Richard Kubla, český operní pěvec († 9. července 1964)
- 1892 – Václav Zelenka, cestovatel, orientalista a hudebník († 19. září 1979)
- 1896 – Miroslav Cikán, český filmový režisér († 1. února 1962)
- 1902 – František Eduard Bednárik, architekt († 16. února 1960)
- 1905
  - Zdeněk Burian, malíř († 1. července 1981)
  - Eduard Ingriš, hudební skladatel, dirigent, cestovatel, filmový dokumentarista, kameraman a fotograf († 12. ledna 1991)
  - Josef Maloun, československý fotbalový reprezentant († 28. dubna 1972)
- 1906 – Vojtěch Hořínek, sochař († 3. dubna 1998)
- 1907 – Josef Šafařík, filozof, esejista a dramatik († 23. dubna 1992)
- 1912
  - Rudolf Firkušný, klavírista světového jména († 19. července 1994)
  - František Krasl, fotograf († 13. prosince 1998)
- 1921 – Vladimír Kovářík, český malíř, ilustrátor a grafik († 6. července 1999)
- 1922 – Jaromír Pleskot, filmový a divadelní režisér († 6. srpna 2009)
- 1923 – František Šrámek, komunistický politik, ministr, místopředseda vlády († 1999)
- 1927 – Jaroslav Peprník, filolog
- 1928 – Karel Šprunk, český katolický filozof, spisovatel a překladatel
- 1935 – Miroslav Lajkep, český lékárník, spisovatel a politik
- 1938 – Ivo Pechar, spisovatel
- 1948 – Leoš Heger, ministr zdravotnictví ČR
- 1949
  - Jan Holoubek, český grafik a malíř
  - Jan Neckář, český hudebník, zpěvák a skladatel
- 1950 – Petr Uličný, fotbalista a fotbalový trenér
- 1957 – Jan Páleníček, český violoncellista
- 1958 – Vladimír Vlasák, hudební publicista († 1. února 2013)
- 1967 – Ladislav Lubina, bývalý hráč a trenér ledního hokeje († 14. září 2021)
- 1974 – Jaroslav Špaček, hokejový obránce
- 1976 – Radek Valenta, herec
- 1985 – Šárka Strachová, lyžařka
- 1987 – Tereza Huříková, bikerka a silniční cyklistka
- 1990 – Gabriela Kratochvílová, Česká Miss 2013
- 1996 – Jan Kříž, sportovní lezec

### Svět

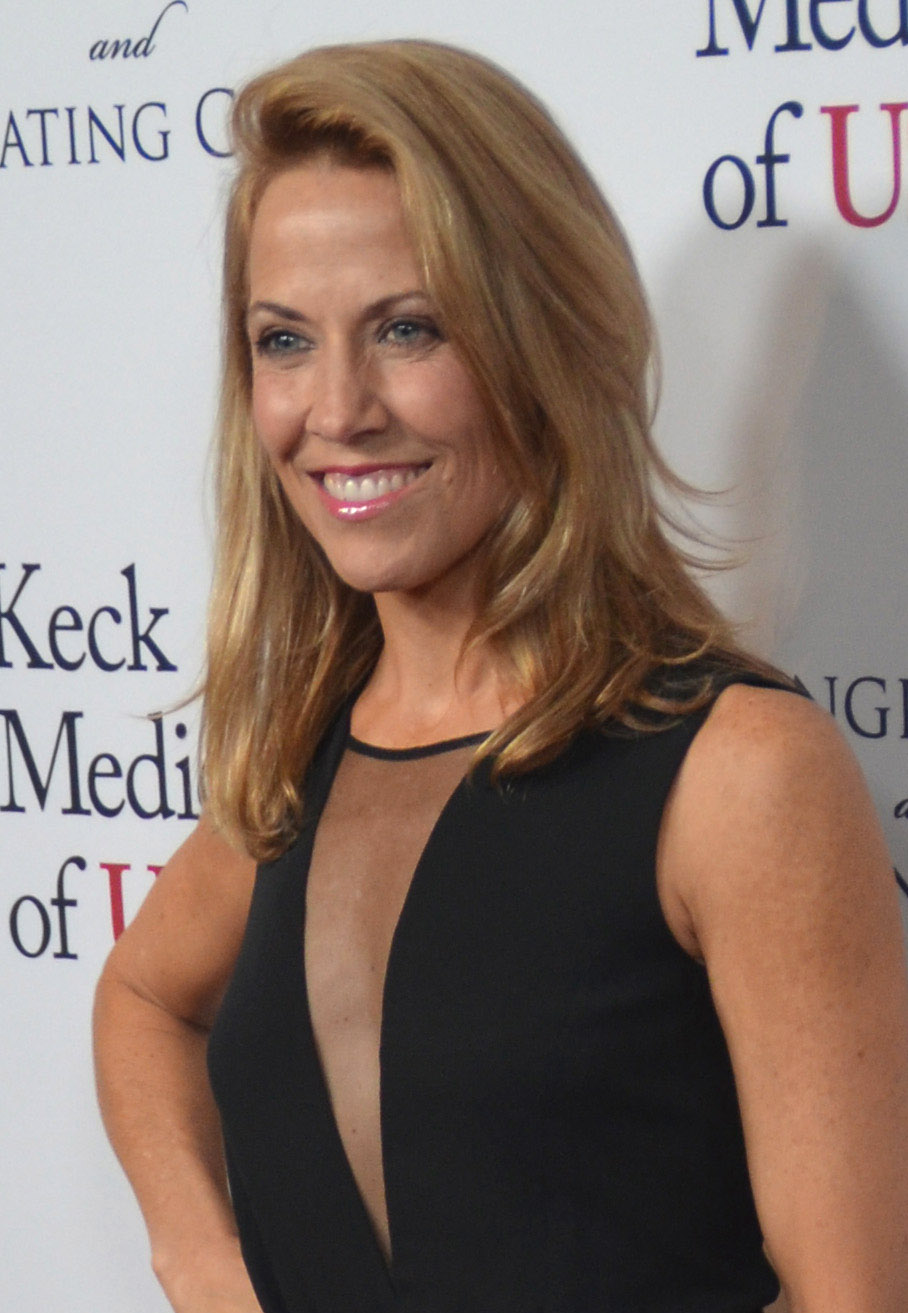
Sheryl Crow (* 1962)

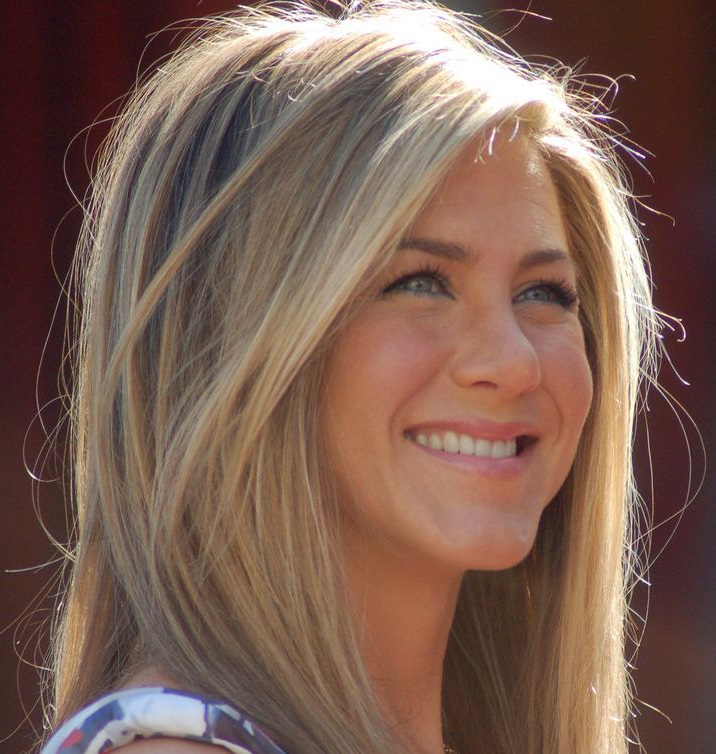
Jennifer Aniston (* 1969)

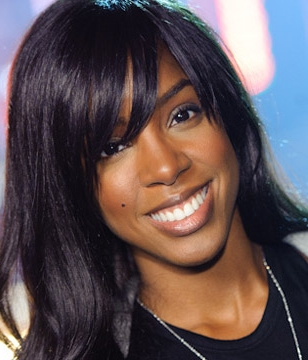
Kelly Rowlandová (* 1981)

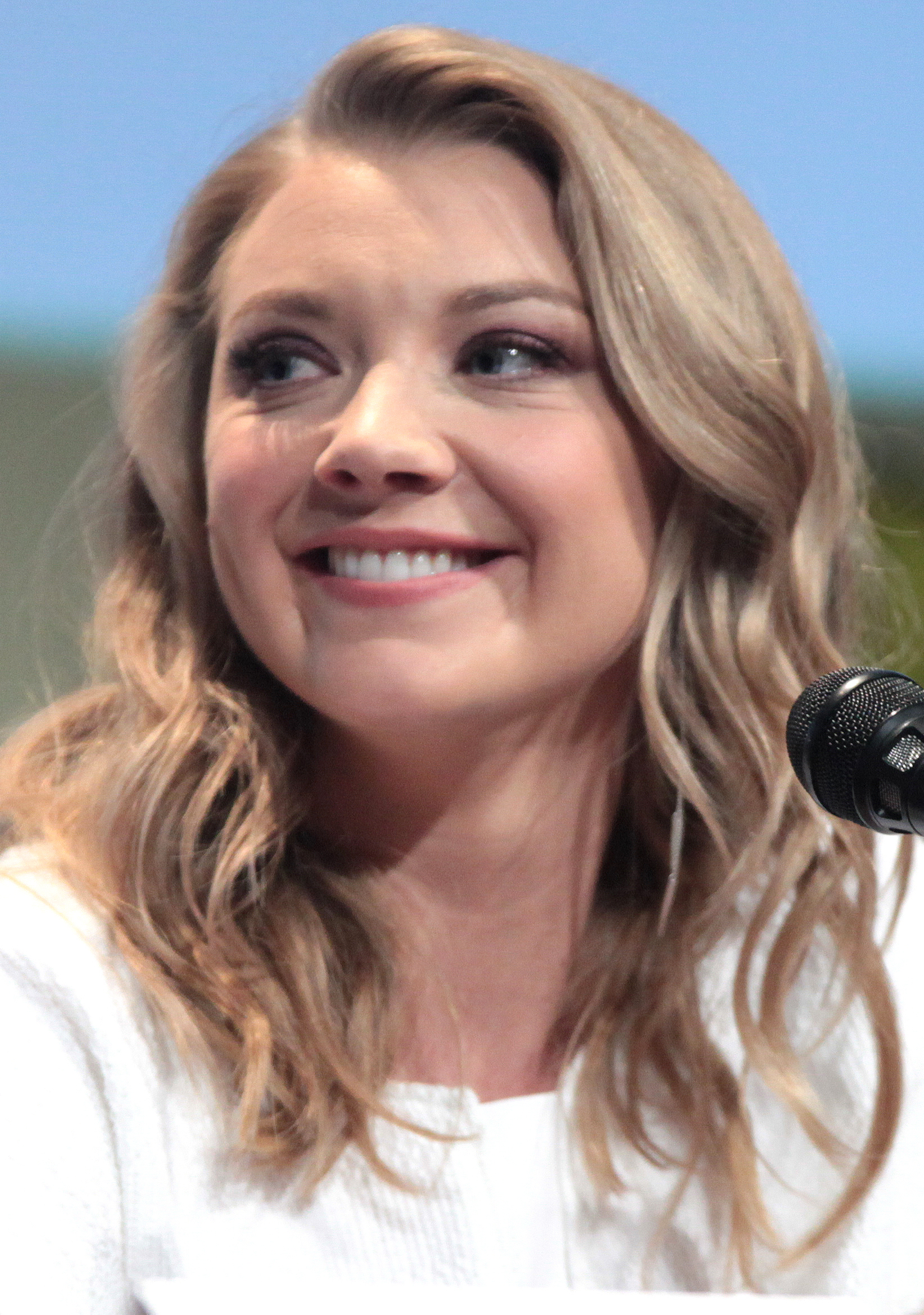
Natalie Dormerová (* 1982)

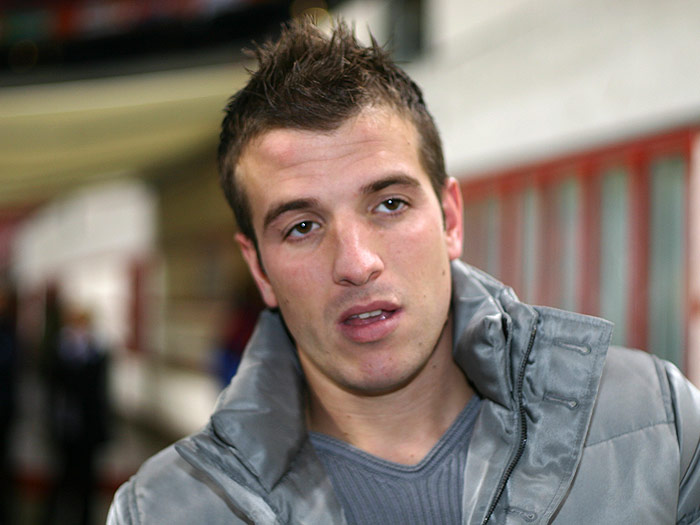
Rafael van der Vaart (* 1983)

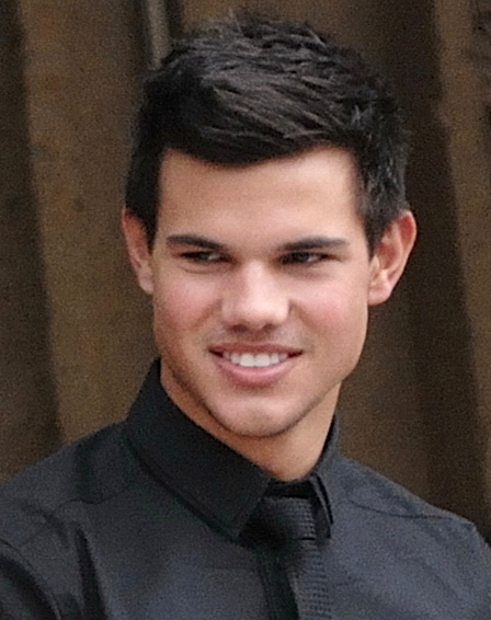
Taylor Lautner (* 1992)

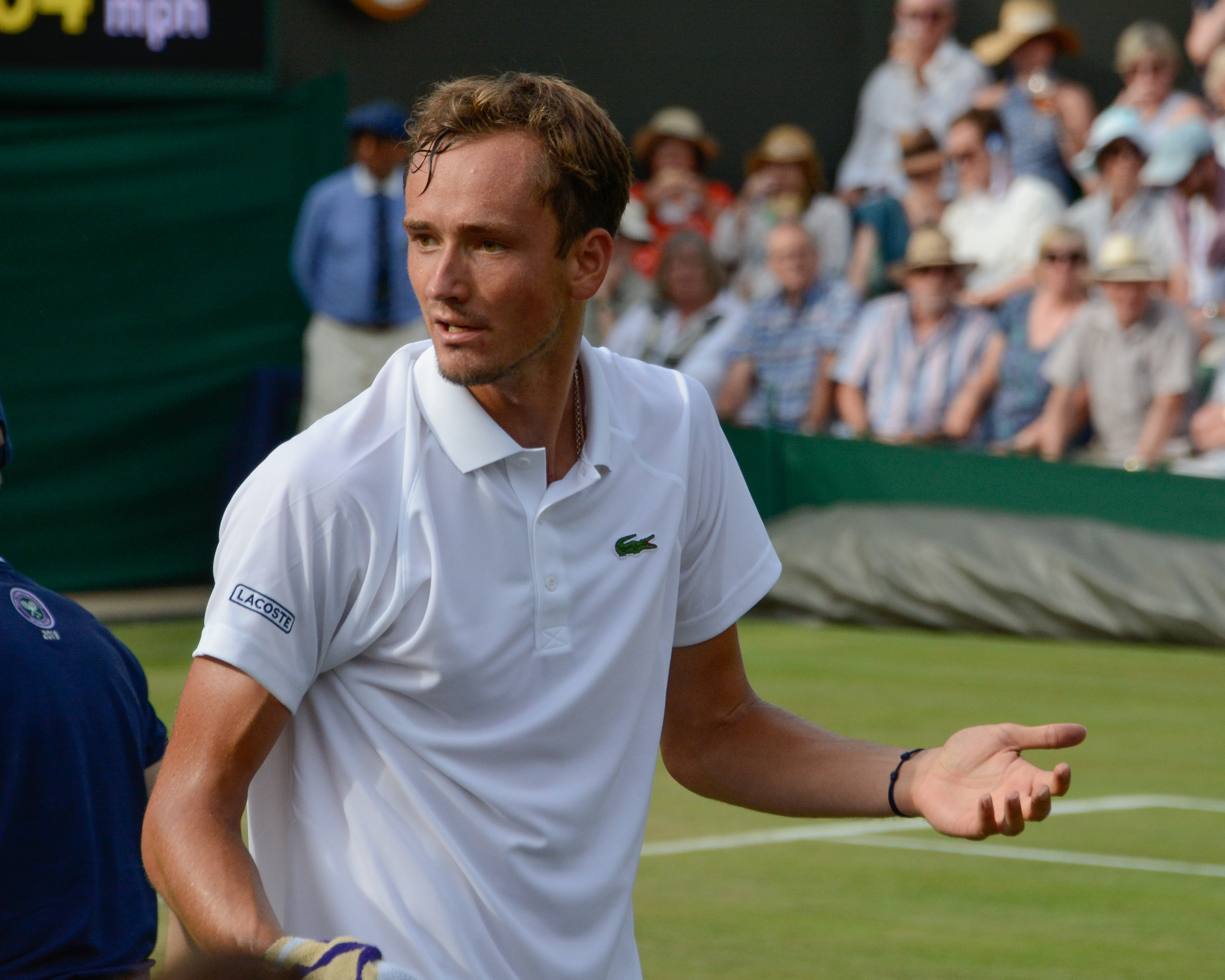
Daniil Medveděv (* 1996)

- 1261 – Ota III. Dolnobavorský, budoucí uherský král Béla V. († 9. září 1312)
- 1466 – Alžběta z Yorku, anglická královna, manželka Jindřicha VII. († 11. února 1503)
- 1567 – Honoré d’Urfé, francouzský spisovatel († 1. června 1625)
- 1657 – Bernard le Bovier de Fontenelle, francouzský filozof a spisovatel († 9. ledna 1757)
- 1776 – Joannis Kapodistrias, řecký politik a diplomat († 9. října 1831)
- 1791 – Louis Visconti, francouzský architekt († 1. prosince 1853)
- 1796 – Giovanni Pacini, italský operní skladatel († 6. prosince 1867)
- 1800 – William Henry Fox Talbot, anglický vynálezce fotografie a procesu talbotypie († 1877)
- 1821 – Auguste Mariette, francouzský archeolog a egyptolog († 18. ledna 1881)
- 1829 – Camillo Walzel, rakouský operetní libretista († 17. března 1895)
- 1833 – Melville Fuller, americký právník a politik († 4. července 1910)
- 1839 – Josiah Willard Gibbs, americký teoretický fyzik a chemik († 28. dubna 1903)
- 1840 – Lajos Abafi, maďarský entomolog, historik a spisovatel († 19. června 1909)
- 1841 – Adolfo Farsari, italský fotograf († 7. února 1898)
- 1845 – Ahmet Tevfik Paša, osmanský státník a velkovezír († 8. října 1936)
- 1847 – Thomas Alva Edison, americký vynálezce († 18. října 1931)
- 1855 – Erik Werenskiold, norský malíř a ilustrátor († 23. listopadu 1938)
- 1860 – Rachilde, francouzská spisovatelka († 4. dubna 1953)
- 1869 – Else Lasker-Schülerová, německá básnířka a dramatička († 22. ledna 1945)
- 1879 – Jean Gilbert, německý skladatel a dirigent († 20. prosince 1942)
- 1881 – Carlo Carrà, italský malíř († 13. dubna 1966)
- 1887 – Dmitrij Bogrov, ruský revolucionář († 24. září 1911)
- 1889 – Rudolf Bauer, německý malíř († 28. listopadu 1953)
- 1890 – Anton Giulio Bragaglia, italský fotograf († 15. července 1960)
- 1891 – Artúr Szalatnai-Slatinský, slovenský architekt († 10. listopadu 1962)
- 1894 – Vitalij Bianki, ruský autor přírodopisných knih pro děti († 10. června 1959)
- 1897 – Emil Leon Post, polsko-americký matematik († 21. dubna 1954)
- 1898 – Leó Szilárd, americký fyzik maďarského původu († 30. května 1964)
- 1900 – Hans-Georg Gadamer, německý filozof († 13. března 2002)
- 1902 – Arne Jacobsen, dánský architekt († 24. března 1971)
- 1907 – Blagoje Nešković, první poválečný premiér Srbska († 11. listopadu 1984)
- 1908 – Sir Vivian Ernest Fuchs, anglický geolog († 11. listopadu 1999)
- 1912 – Wacław Wycisk, polský biskup († 22. března 1984)
- 1915 – Richard Hamming, americký informatik († 7. ledna 1998)
- 1916 – Seweryna Szmaglewska, polská spisovatelka († 7. srpna 1992)
- 1917
  - Giuseppe De Santis, italský režisér († 17. května 1997)
  - Sidney Sheldon, americký spisovatel, dramatik a scenárista († 30. ledna 2007)
- 1920 – Farúk I., egyptský a súdánský král († 18. března 1965)
- 1922 – Bob Carter, americký kontrabasista († 1. srpna 1993)
- 1926 – Leslie Nielsen, kanadskoamerický herec († 28. listopadu 2010)
- 1929 – Albert Azarjan, sovětský sportovní gymnasta, olympijský vítěz († 5. září 2023)
- 1932 – Jaromír Hnilička, český trumpetista a skladatel († 7. prosince 2016)
- 1933 – Ján Mlynárik, slovenský historik a politik († 26. března 2012)
- 1934
  - Manuel Noriega, panamský generál a samozvaný diktátor († 29. května 2017)
  - John Surtees, britský motocyklový a automobilový závodník († 10. března 2017)
- 1935 – Gene Vincent, americký zpěvák († 12. října 1971)
- 1936 – Burt Reynolds, americký herec († 6. září 2018)
- 1938
  - Jevgenij Majorov, ruský hokejista († 10. prosince 1997)
  - Boris Majorov, ruský hokejista
  - Mohammed Gammoudi, tuniský olympijský vítěz v běhu na 5000 metrů
- 1939
  - Rudolf Chmel, slovenský literární vědec a politik
  - Gerry Goffin, americký textař († 19. června 2014)
- 1941
  - Vlado Bednár, slovenský spisovatel († 17. ledna 1984)
  - Ulf Sterner, švédský hokejový reprezentant
  - Avraham Hirschson, izraelský politik († 7. března 2022)
- 1943 – Stan Szelest, americký hudebník († 20. ledna 1991)
- 1944 – Lordan Zafranović, chorvatský režisér
- 1945 – Ralph Doubell, australský olympijský vítěz v běhu na 800 metrů
- 1947 – Jukio Hatojama, premiér Japonska
- 1948
  - Wayne Grudem, americký evangelikální teolog a spisovatel
  - Madeline Manningová, americká olympijská vítězka v běhu na 800 metrů
- 1951 – Michael Leavitt, americký politik
- 1953
  - Raija Siekkinenová, finská spisovatelka, povídkářka († 7. února 2004)
  - Jeb Bush, americký politik
- 1954 – Michael Thompson, americký kytarista
- 1955 – Dušan Poliačik, slovenský vzpěrač, olympionik, bronzová medaile na OH 1980
- 1962 – Sheryl Crow, americká zpěvačka
- 1969 – Jennifer Aniston, americká herečka
- 1971 – Susi Susanti, indonéská badmintonistka
- 1977 – Mike Shinoda, zpěvák, rapper, kytarista – člen skupiny Linkin Park
- 1982 – Natalie Dormerová, britská herečka
- 1983 – Rafael van der Vaart, nizozemský fotbalista
- 1992 – Taylor Lautner, americký herec
- 1995 – Milan Škriniar, slovenský fotbalista
- 1996 – Daniil Medveděv, ruský tenista
- 1998 – Khalid, americký zpěvák a skladatel
- 2002 – Liam Lawson, novozélandský jezdec F1

## Úmrtí

### Česko

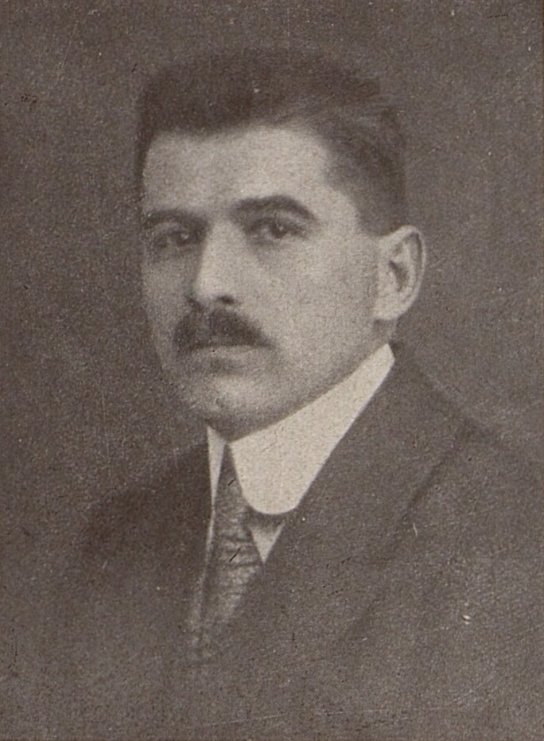
Oldřich Hlavsa († 1936)

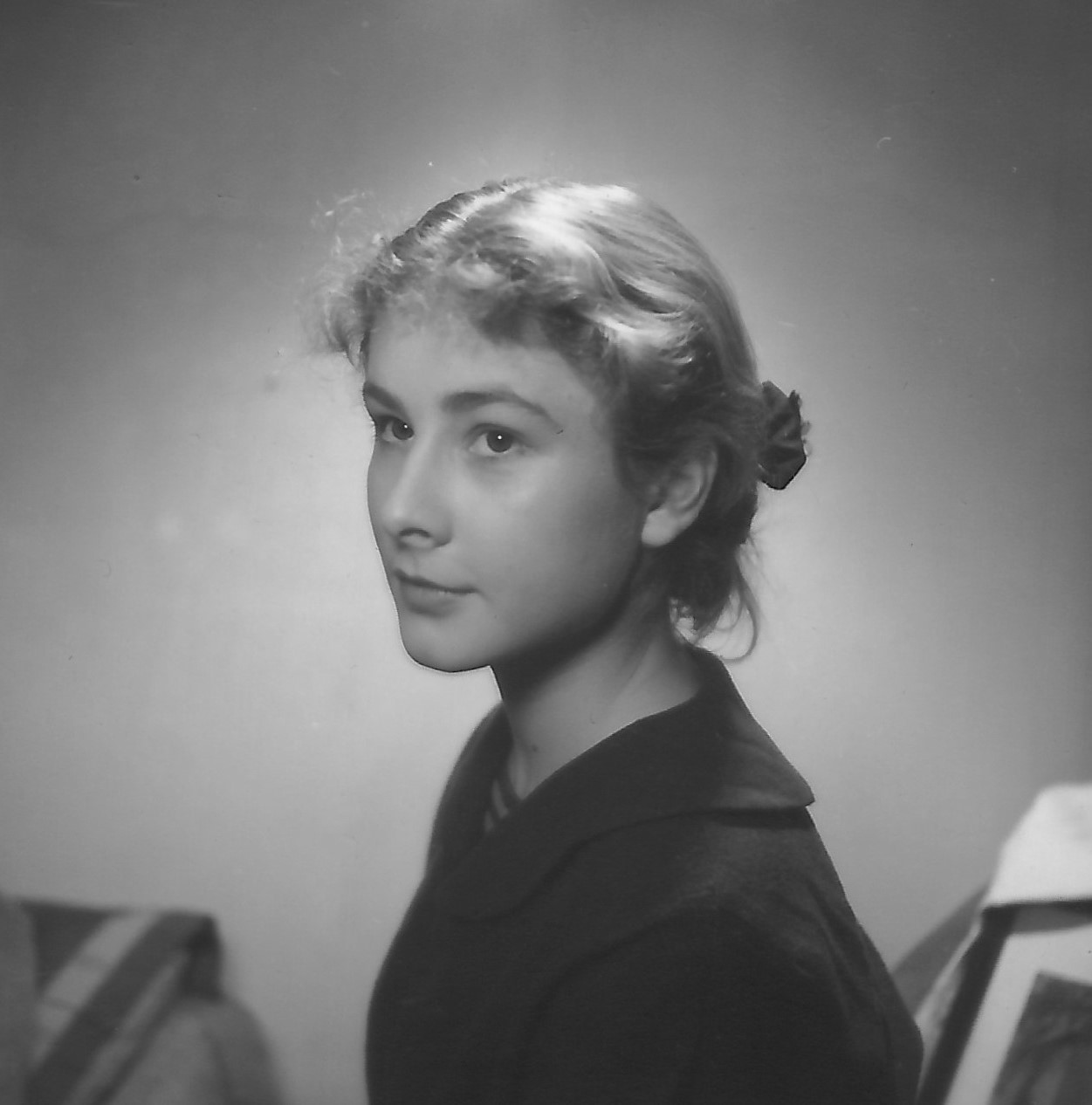
Jana Rybářová († 1957)

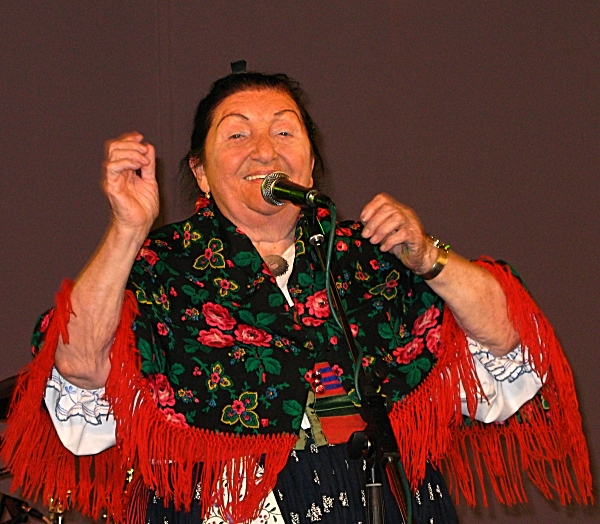
Jarmila Šuláková († 2017)

- 1566 – Jan starší Hodějovský z Hodějova, šlechtic a humanista (* 6. ledna 1496)
- 1853 – Georg Böhm, západočeský lidový sochař (* 31. prosince 1789)
- 1870 – Leopold Eugen Měchura, český hudební skladatel (* 2. února 1804)
- 1875 – František Pankraz, plzeňský advokát, politik a podnikatel (* 1810)
- 1881 – Theodor von Pachmann, česko-rakouský profesor práv (* 9. listopadu 1801)
- 1885 – Moses Popper, pražský německý lékař, hygienik a pedagog (* 12. října 1833)
- 1887 – Josef Huleš, pražský purkmistr (* 31. prosince 1813)
- 1894 – Karel Leopold Klaudy, pražský primátor (* 30. prosince 1822)
- 1895 – Edmund Schebek, pražský právník a historik (* 22. října 1819)
- 1914 – Gustav Wiedermann, architekt (* 24. srpna 1850)
- 1918 – František Ehrmann, římskokatolický kněz a spisovatel (* 5. května 1866)
- 1936 – Oldřich Hlavsa, český malíř (* 1. listopadu 1889)
- 1939 – Jan Kvíčala, český šachový mistr (* 1868)
- 1957 – Jana Rybářová, herečka (* 31. března 1936)
- 1962 – Oldřich Menhart, typograf, umělecký kaligraf a knižní grafik (* 25. června 1897)
- 1968 – Josef Kapinus, spisovatel, sochař a malíř (* 12. září 1900)
- 1969 – Jindřich Praveček, pedagog, dirigent a skladatel (* 1. března 1885)
- 1976 – František Schön, český akademický malíř (* 1. února 1882)
- 1979 – Václav Trégl, herec (* 10. prosince 1902)
- 1983 – Otokar Balcar, teolog (* 19. října 1907)
- 1991 – Bohumil Kudrna, kanoista (* 15. března 1920)
- 1992 – František Panuška, vysokoškolský pedagog, teolog a filozof (* 15. listopadu 1909)
- 1995 – Karel Janů, architekt (* 12. května 1910)
- 1996 – Ladislav Jehlička, katolický publicista, redaktor a politický vězeň (* 29. května 1916)
- 2000 – Jindřich Praveček ml., dirigent a skladatel (* 28. června 1909)
- 2001 – Vítězslav Rzounek, marxistický literární kritik (* 2. května 1921)
- 2002 – Josef Větrovec, herec (* 5. března 1922)
- 2004
  - Karel Kopřiva, český kontrabasista (* 23. června 1930)
  - Jozef Lenárt, premiér Československa (* 3. dubna 1923)
- 2005 – Míla Myslíková, herečka (* 14. února 1933)
- 2009
  - Pavel Novák, zpěvák a skladatel (* 10. března 1944)
  - Ladislav Bumba, politický vězeň komunistického režimu (* 13. června 1926)
- 2015 – Zdeněk Mašek, český varhaník (* 22. dubna 1930)
- 2017 – Jarmila Šuláková, moravská folklórní zpěvačka (* 27. června 1929)

### Svět

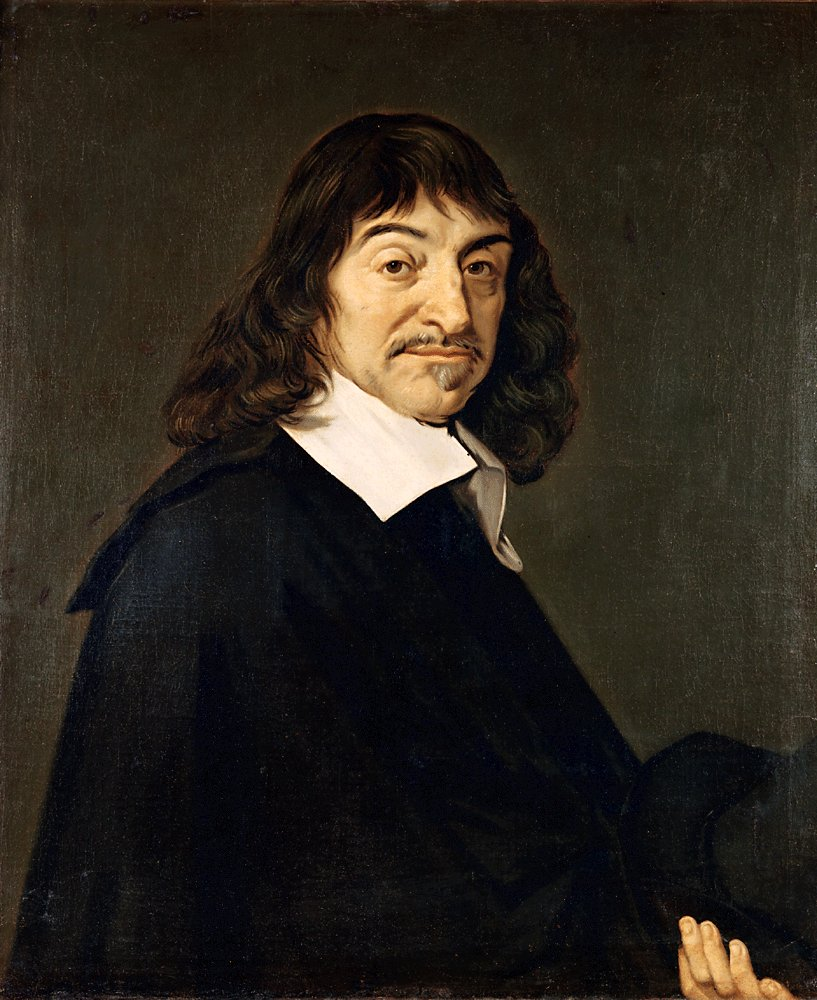
René Descartes († 1650)

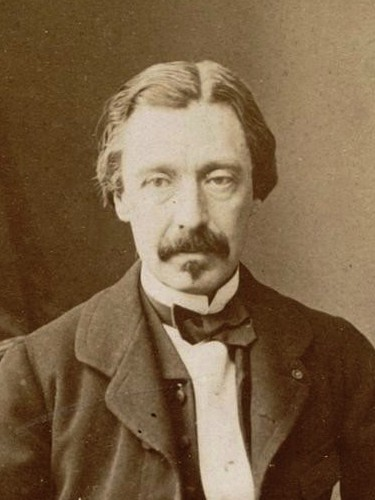
Léon Foucault († 1868)

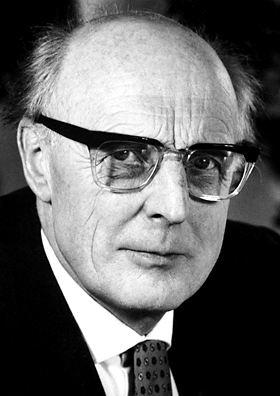
Johannes Hans Daniel Jensen († 1973)

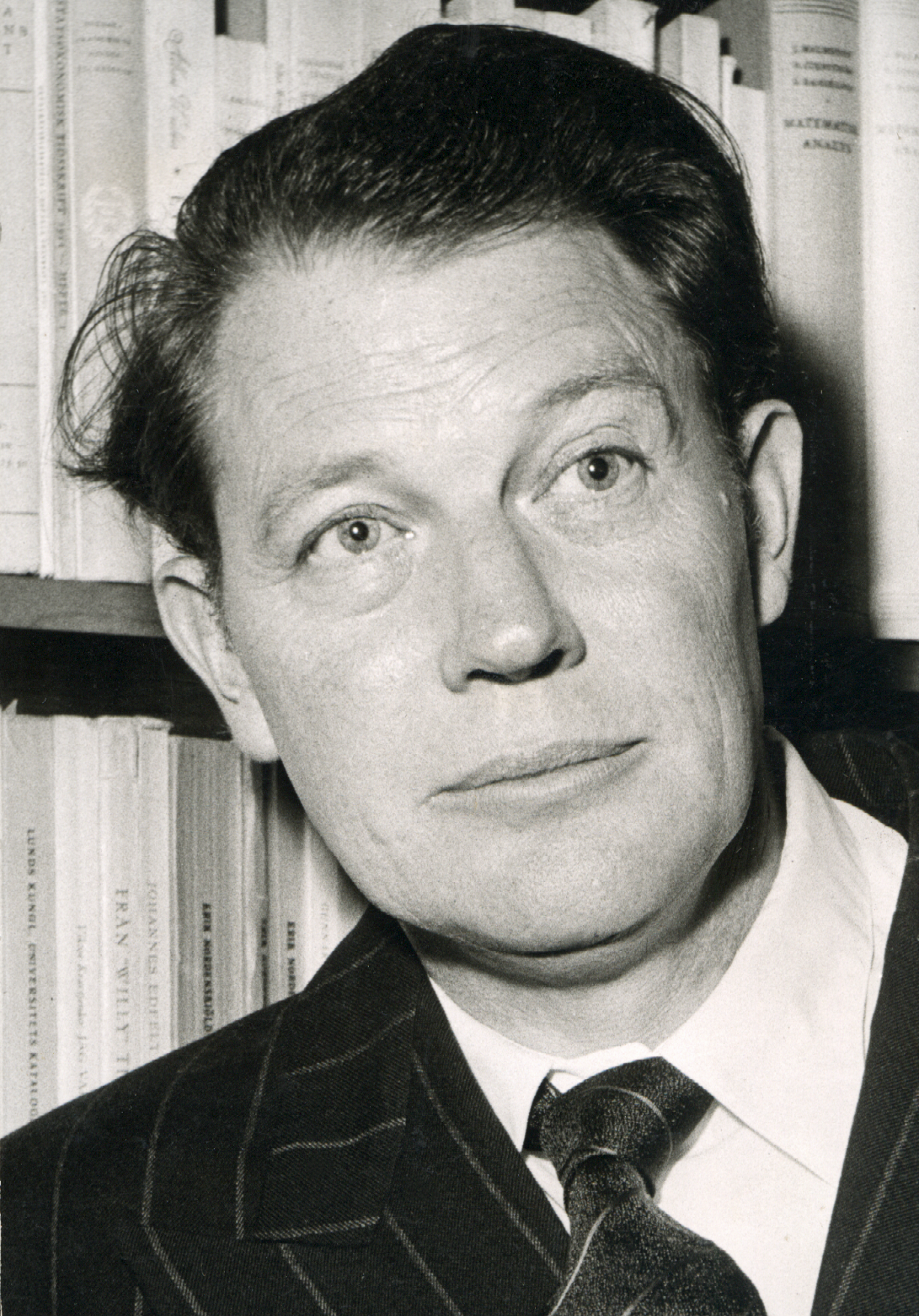
Harry Martinson († 1978)

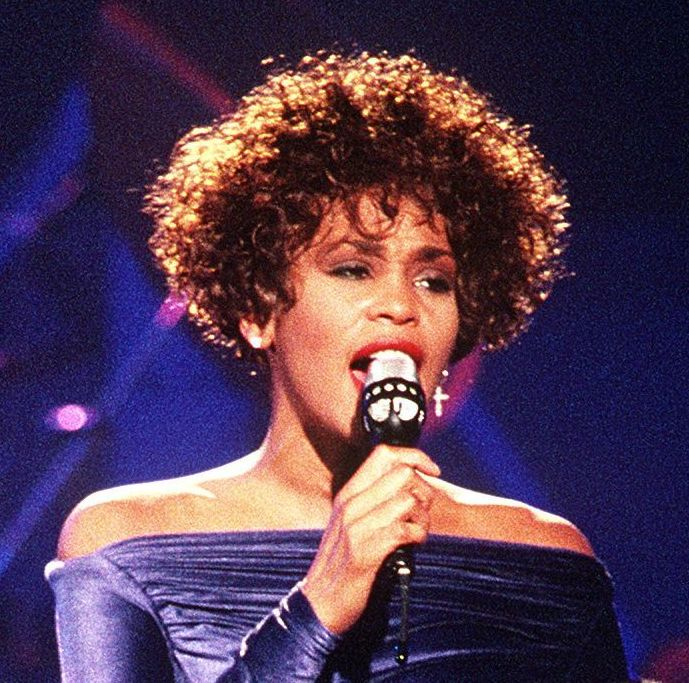
Whitney Houston († 2012)

- 0641 – Herakleios, byzantský císař (* 575)
- 0731 – Řehoř II., papež (* ?)
- 0824 – Paschal I., papež (* ?)
- 1141 – Hugo od Svatého Viktora, francouzský středověký křesťanský teolog (* okolo 1097)
- 1503 – Alžběta z Yorku, anglická královna, manželka Jindřicha VII. (* 11. února 1466)
- 1524 – Isabela Aragonská, milánská vévodkyně (* 2. října 1470)
- 1586 – August Saský, saský kurfiřt (* 31. července 1526)
- 1626 – Pietro Cataldi, italský matematik (* 15. dubna 1552)
- 1650 – René Descartes, francouzský filozof, matematik a fyzik (* 31. března 1596)
- 1659 – Guillaume Colletet, francouzský básník (* 12. března 1598)
- 1709 – Luisa Hollandina Falcká, falcká princezna, abatyše kláštera Maubuisson a malířka (* 18. dubna 1622)
- 1744 – Tommaso Bernardo Gaffi, italský varhaník a hudební skladatel (* 4. prosince 1667)
- 1795 – Carl Michael Bellman, švédský básník a skladatel (* 4. února 1740)
- 1829 – Alexandr Sergejevič Gribojedov, ruský diplomat, překladatel a dramatik (* 15. ledna 1795)
- 1848 – Thomas Cole, anglicko-americký malíř (* 1. února 1801)
- 1866 – Thuwajní bin Saíd, sultán Maskatu a Ománu (* 1821)
- 1868 – Léon Foucault, francouzský fyzik (* 18. září 1819)
- 1879 – Honoré Daumier, francouzský karikaturista (* 26. února 1808)
- 1889 – Alfred-Auguste Ernouf, francouzský historik a spisovatel (* 21. září 1817)
- 1894 – Emilio Arrieta, španělský skladatel a hudební vědec (* 21. října 1823)
- 1901 – Ramón de Campoamor y Campoosorio, španělský básník a politik (* 24. září 1817)
- 1907
  - Léon Serpollet, francouzský podnikatel a konstruktér (* 25. listopadu 1858)
  - William Howard Russell, irský novinářský fotograf (* 28. března 1820)
- 1912 – Şayeste Hanım, manželka osmanského sultána Abdulmecida I. (* 1836)
- 1917 – Oswaldo Cruz, brazilský fyzik (* 5. srpna 1872)
- 1918 – František Rasch, český námořník, revolucionář (* 9. prosince 1889)
- 1923 – Wilhelm Killing, německý matematik (* 10. května 1847)
- 1924 – Jean-François Raffaëlli, francouzský malíř a sochař (* 20. dubna 1850)
- 1929 – Jan II. z Lichtenštejna, lichtenštejnský kníže (* 5. října 1840)
- 1931 – Charles Algernon Parsons, irský vynálezce a technik (* 13. června 1854)
- 1939 – Franz Schmidt, rakouský skladatel (* 22. prosince 1874)
- 1940 – Gunnar Höckert, finský olympijský vítěz v běhu na 5000 metrů, OH 1936 (* 12. února 1910)
- 1941 – Rudolf Hilferding, německý politik, ekonom a marxistický teoretik (* 10. srpna 1877)
- 1943 – Miroslav Lorenc, architekt, legionář, účastník protinacistického odboje (* 9. června 1896)
- 1948 – Sergej Michajlovič Ejzenštejn, ruský režisér (* 23. ledna 1898)
- 1949 – Axel Munthe, švédský lékař, spisovatel, pacifista a ochránce zvířat (* 31. října 1857)
- 1952 – Matija Murko, slovinský literární historik (* 10. února 1861)
- 1958 – Ernest Jones, britský neurolog a psychoanalytik (* 1. ledna 1879)
- 1960 – Victor Klemperer, německý spisovatel (* 9. října 1881)
- 1963 – Sylvia Plath, americká spisovatelka (* 27. října 1932)
- 1968 – Pitirim Sorokin, rusko-americký sociolog a teoretik kultury (* 4. února 1889)
- 1969 – Dario Beni, italský cyklista (* 1. ledna 1898)
- 1972 – Colin MacLeod, americký genetik (* 28. ledna 1909)
- 1973 – J. Hans D. Jensen, německý jaderný fyzik, Nobelova cena za fyziku 1963 (* 25. června 1907)
- 1976
  - Alexander Lippisch, německý letecký konstruktér (* 2. listopadu 1894)
  - Dorothy Maud Wrinchová, britská matematička a teoretická biochemička (* 12. září 1894)
- 1977 – Louis Beel, premiér Nizozemska (* 12. dubna 1902)
- 1978 – Harry Martinson, švédský spisovatel, Nobelova cena za literaturu 1974 (* 6. května 1904)
- 1980
  - Paavo Yrjölä, finský olympijský vítěz v desetiboji (* 18. června 1902)
  - Jakov Alexandrovič Malik, sovětský diplomat (* 6. prosince 1906)
- 1982
  - Rudolf Fabry, slovenský básník a spisovatel (* 8. února 1915)
  - Takaši Šimura, japonský herec (* 21. března 1905)
- 1986 – Frank Herbert, americký spisovatel (* 8. října 1920)
- 1989 – Leon Festinger, americký sociální psycholog (* 8. května 1919)
- 1992 – Adolph Giesl-Gieslingen, rakouský konstruktér lokomotiv (* 7. září 1903)
- 1994
  - Joseph Marie Anthony Cordeiro, arcibiskup Karáčí, pákistánský kardinál (* 19. ledna 1918)
  - Paul Karl Feyerabend, rakouský filozof (* 13. ledna 1924)
- 2000 – Roger Vadim, francouzský herec, scenárista, žurnalista, publicista, režisér a producent (* 26. ledna 1928)
- 2004
  - Ryszard Kukliński, polský voják a špion (* 13. června 1930)
  - Shirley Stricklandová, australská atletka, sprinterka, trojnásobná olympijská vítězka (* 18. července 1925)
- 2009
  - Hajo Banzhaf, německý filozof, astrolog a spisovatel (* 15. května 1949)
  - Albert Barillé, francouzský filmový producent a scenárista (* 1920)
- 2011 – Bo Carpelan, finskošvédský spisovatel (* 25. října 1926)
- 2012 – Whitney Houston, americká zpěvačka (* 9. srpna 1963)
- 2015 – Roger Hanin, francouzský herec a režisér (* 20. října 1925)
- 2021 – Isadore Singer, americký matematik a profesor (* 3. května 1924)
- 2024 – Kelvin Kiptum, keňský běžec, maratonec (* 2. prosince 1999)

## Svátky

### Česko
- Božena
- Dezider, Desiderus
- Eufrozina

### Svět
- Den vzniku Japonska – státní svátek Japonska
- Evropský den tísňové linky 112
- Mezinárodní den žen a dívek ve vědě

### Liturgický svátek
- Panna Marie Lurdská
- Sv.Adolf

| 11. únor v pražském KlementinuÚdaje jsou platné k 11. 3. 2025. | 11. únor v pražském KlementinuÚdaje jsou platné k 11. 3. 2025. | 11. únor v pražském KlementinuÚdaje jsou platné k 11. 3. 2025. |
| minimum                                                        | denní průměr                                                   | maximum                                                        |
| -------------------------------------------------------------- | -------------------------------------------------------------- | -------------------------------------------------------------- |
| −27,1 °C (1929)                                                | 1,7 °C (od 1961)                                               | 15,4 °C (1775)                                                 |